# 博士山
博士山（はかせやま）は、福島県会津地方のほぼ中央にあり、柳津町、会津美里町、昭和村の境界をなしている山。標高は1,482.0mで、一等三角点「博士山」設置。

## 概要
博士山の「はかせ」という珍しい呼び名は、その昔大和朝廷が東北地方を治める時、太刀を「佩（は）いて」嶺通しにたどったことから「佩（は）かせ」となり転じて「博士」になったといわれている。
もともと火山岩からなる円錐形の山であるが、第三紀に活動を停止したとされている。
麓の柳津町の西山地区には豊富な地熱を利用した地熱発電所が稼動している。ブナの原生林が広って、イヌワシの営巣も確認され、福島県では尾瀬とならんで自然保護運動が盛んである。登山道も整備されており、晴れた日の山頂からは、やや木がうるさいものの、北に飯豊連峰、北東に明神ヶ岳越しに会津盆地・磐梯山、南東に那須連峰を望むことができる。

## 歴史
会津美里町の伊佐須美神社縁起では、紀元前88年（崇神天皇10年）、四道将軍大毘古命と建沼河別命の親子が蝦夷を平定するため北陸道と東海道に派遣された折、出会った土地を「会津」と名付け、天津岳（御神楽岳）山頂に国土開拓の祖神としてイザナギ、イザナミ二神を祀ったのが起源という。その後、御神楽岳山頂に鎮座していた神社は、博士山、明神ヶ岳を経て、現在の会津美里町内に遷座された。
江戸時代の文化年間に編纂された『新編会津風土記』では、「博士山 山勢高大ニテ其脈支分シテ数山トナル、西ニ引タル峯ニ伊佐須美明神ノ社跡アリ、御神楽嶽ヨリ此山ニ遷座アリテ、又明神嶽ニ遷レリト云、其地二間四方計、今ニ草木生セス」とある。山頂の北西に「社峰」「近洞寺山」という地名が残る。

## 登山
柳津町の国道252号から福島県道32号柳津昭和線に入り、西山温泉、大成沢集落、林道博士線を経て「道海泣き尾根登山口」。登山口から社峰を経て山頂まで約2時間30分。